# Коркмаз, Махсум
Махсум Коркмаз, он же Агит (курд. Mahsum Korkmaz — Agit, 1956 — 28 марта 1986) — курдский революционер и национальный герой, один из руководителей Рабочей партии Курдистана. 15 августа 1984 года возглавил атаку на турецкие войска, которая считается началом восстания против турецкого правительства. Погиб 28 марта 1986 года в боестолкновении с турецкими войсками. В его честь была названа главная тренировочная база РПК в долине Бекаа в Ливане, которая использовалась до конца 1990-х.